# Tigrioides euchana
Tigrioides euchana là một loài bướm đêm thuộc phân họ Arctiinae, họ Erebidae.